# Доходный дом Энгельбрехта
Доходный дом Энгельбрехта — расположен по адресу Москва, Новокузнецкая улица, д. 34, стр. 1. Его называют одновременно и шедевром и архитектурной нелепицей.
В его фасадах можно обнаружить несколько стилей — неоклассицизм, модерн, неорусский стиль. К стилю модерна относят оба эркера (гранённый эркер с левой стороны и башенка-эркер круглой формы с правой стороны фасада) и балконные ограждения. К стилю неоклассицизма — пилястры. А к неорусскому стилю относят килевидный портал и наличники над слуховыми окнами круглой башенки-эркера. В элементах фасада присутствуют также детали, относящиеся к другим стилям.
По мнению специалистов, такое простодушное соединение разных стилей, свидетельствующее о веянии времени и возможном непрофессионализме автора, придаёт зданию неповторимость.

## История
В 1910 году архитектором Н. Доброхотовым был сделан проект дома, а построен он был через 3 года архитектором А. Прамнеком. Заказчиком и владельцем был Л. А. Энгельбрехт, по-видимому, статский советник.